# بيز أويرتش
بيز أويرتش (بالإنجليزية: Piz Üertsch)‏ هو أحد جبال سلسلة جبال الألب ألبولا ويقع في كانتون غراوبوندن في سويسرا. يحتل المرتبة رقم 103 في قائمة جبال سويسرا من حيث الارتفاع، إذ يبلغ ارتفاعه حوالي 3267 متر، بينما يبلغ ارتفاع نتوء الجبل 396 متر، هذا وقد سجل أول وصول لقمة الجبل عام 1847.